# Cyperus megalanthus
Cyperus megalanthus là loài thực vật có hoa trong họ Cói. Loài này được (Kük.) G.C.Tucker mô tả khoa học đầu tiên năm 1994.